# Tjuvstart
En tjuvstart innebär att en deltagare, ofta inom utövandet av en sport, påbörjar aktivitet innan regelverket tillåter detta. Att tjuvstarta leder oftast till diskvalificering eller varning, beroende på reglerna.
Ordet används även vardagligt för att beskriva ett för tidigt påbörjande, till exempel att tjuvstarta julfirandet redan i november.
Tjuvstart kan även vara att starta en bil utan att använda startnyckeln.